# Kardoun

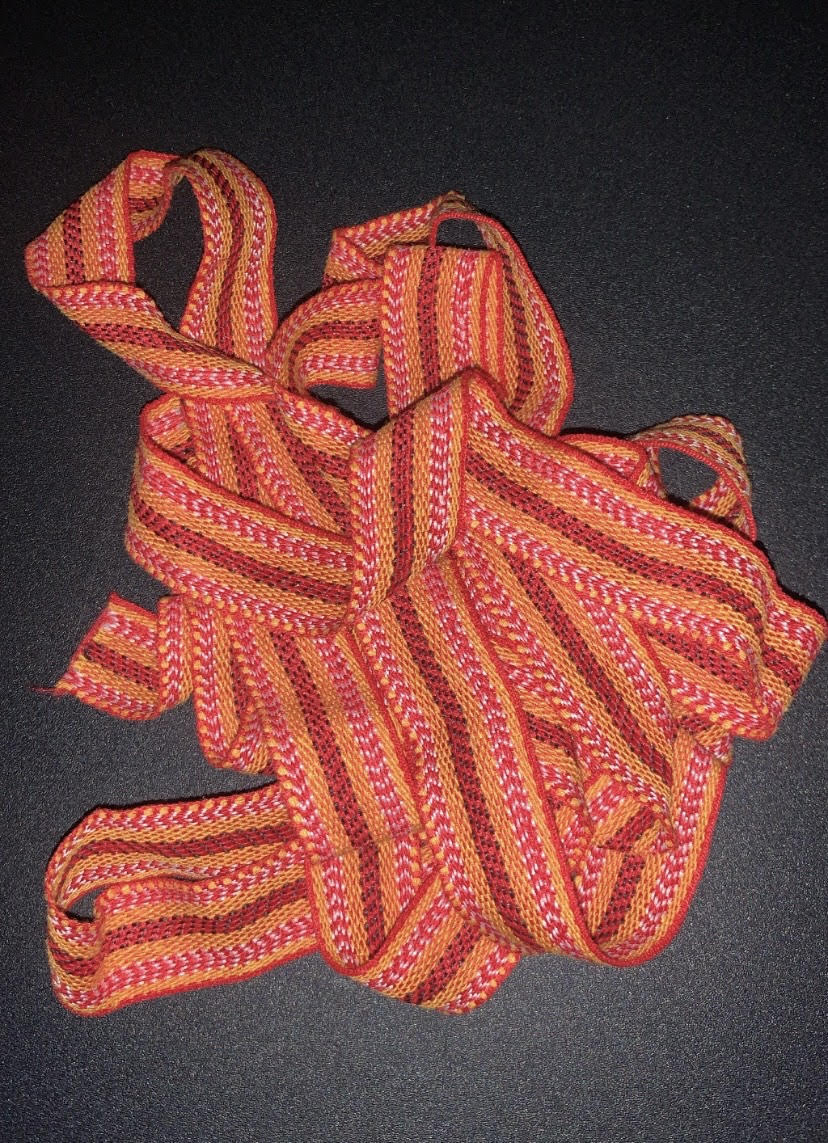
Kardoun algérien traditionnel, une sorte de cordelette ou bande utilisée pour attacher les cheveux.

Le Kardoun ou Qardoun (en arabe : قردون) est un accessoire capillaire traditionnel algérien qui est utilisé pour protéger les cheveux et les garder lisses,.
C’est un long ruban étroit fait de soie ou de coton, généralement rouge et orange,
enroulé fermement autour de la tête pour aplatir les cheveux et les maintenir en place.

## Étymologie
Le mot « qardoun » vient du mot arabe « قَرَّدَ - qarad », qui signifie lisser ou aplatir,,. Le ruban est généralement porté sous un foulard ou un autre couvre-chef.

## Histoire
L'utilisation du kardoun en Algérie remonte au début des années 1800,,, et il reste aujourd’hui un accessoire capillaire populaire parmi les femmes algériennes.
En plus d’être un accessoire capillaire pratique, le kardoun est aussi un symbole de l’identité culturelle et du patrimoine algériens. De nombreuses femmes algériennes le portent avec fierté comme un moyen de renouer avec leurs racines culturelles et d’exprimer leur individualité,.
Cet accessoire capillaire algérien a récemment été mis en valeur dans la culture populaire et la mode. En 2019, la marque de mode britannique ASOS a lancé une collection de foulards inspirée des cultures nord-africaines et moyen-orientales, intégrant le kardoun dans ses créations. Par ailleurs, plusieurs blogueuses et influenceuses mode ont incorporé le kardoun dans leurs coiffures et l’ont mis en avant sur des plateformes sociales comme Instagram. Le kardoun a également été mis à l’honneur lors de divers événements culturels et expositions, comme l’événement « North Africa United » organisé à Paris en 2018,.

## Description
Il s’agit d’une méthode de lissage à froid qui consiste à maintenir les cheveux bien serrés pendant une longue durée,.
Pour utiliser un kardoun, les cheveux sont d’abord brossés puis rassemblés à l’arrière de la tête. Le ruban kardoun est ensuite enroulé fermement autour des cheveux, en commençant à la racine de la Queue-de-cheval et en descendant vers les pointes. Le ruban est enroulé plusieurs fois afin de créer une surface plate et lisse, puis fixé en place,.